# ジョモ・ソノ
ジョモ・ソノ（Ephraim Matsilele Sono、1955年7月17日 - ）は、南アフリカの元サッカー選手、指導者。ポジションはミッドフィールダー。

## 来歴
2002年に南アフリカ代表監督を務めた。2002 FIFAワールドカップで指揮を執ったが、1勝1分1敗でグループステージ敗退となった。